# Billy Arjan Singh
Pates Arjan Singh (Gorakhpur, 15 de agosto de 1917-Lakhimpur Kheri, 1 de enero de 2010) fue un ecologista, conservacionista y escritor indio.

## Vida
Nació en Gorpur el 15 de agosto de 1917 como el segundo hijo del príncipe Jasbi Singh, CIE (1887-1942), miembro de la real dinastía Ahluwalia de Kapurthala. Su abuelo fue Harnam Singh, Raja Maharaj Singh era su tío, Rajkmari Amrit Kaur fue su tía y su hermano mayor fue el vicemariscal príncipe Jaswant Singh, PVSM (1915-1963). En 1940 fue comisionado como Teniente Segundo en el Ejército Indio Británico y luchó en la Segunda Guerra Mundial, retirándose en 1946 con el grado de teniente. A su regreso a la India, compró una granja en Lakhimpur Kheri y construyó su casa. Casi diez años después adquirió una propiedad en los límites del parque nacional de Dudhwa, conocido como Tiger Haven y fue allí donde vivió la mayor parte del resto de su vida.
En 1996 fue galardonado con la Medalla de Oro Mundial para la Vida Silvestre y obtuvo la Orden del Arca de Oro en 1997 y el premio a la trayectoria para la conservación del tigre en marzo de 1999.
En 2004, cuando tenía ochenta años, Billy Arjan Singh, recibió el premio J. Paul Getty al liderazgo en conservación -un honor global administrado por el Fondo Mundial para la Naturaleza- en reconocimiento a su destacada contribución a la conservación internacional. Fue galardonado con varios premios incluyendo el Padma Shri y el Padma Bhushan en 2006.
Como escritor tiene varios libros populares de la vida silvestre en su haber.
Murió el 1 de enero de 2010 en el parque nacional de Dudhwa, en el distrito de Lakhimpur Kheri.